# Circuito de Guecho de 2019
A 74.ª edição da clássica ciclista Circuito de Guecho foi uma corrida de ciclismo na Espanha que se celebrou a 31 de julho de 2019 com início e final na cidade de Guecho sobre um percurso de 192 quilómetros.
A corrida fez parte do UCI Europe Tour de 2019, dentro da categoria UCI 1.1. O vencedor foi o espanhol Jon Aberasturi da Caja Rural-Seguros RGA seguido do também espanhol Alex Aranburu e o francês Lorrenzo Manzin da Vital Concept-B&B Hotels.

## Equipas participantes
Tomaram parte na corrida 13 equipas: 1 de categoria UCI World Team; 5 de categoria Profissional Continental; e 7 de categoria Continental. Formando assim um pelotão de 85 ciclistas dos que acabaram 64. As equipas participantes foram:
| Equipe WorldTeam- Movistar Team Equipes profissionais Continentais (5)- Caja Rural-Seguros RGA - Delko-Marseille Provence - Vital Concept-B&B Hotels - Euskadi Basque Country-Murias - Burgos-BH Equipes Continentais (7)- Kometa - Guerciotti-Kiwi Atlántico - Vito-Feirense-BlackJack - Massi Vivo-Grupo Oresy - Fundación Euskadi - 303Project - VIB Sports |
| |

## Classificação final
- As classificações finalizaram da seguinte forma:[4]

| \| Classificação geral \| Classificação geral \| Classificação geral \| Classificação geral \| Classificação geral \| \| Ciclista \| Ciclista \| Equipe \| Tempo \| \| \| ------------------- \| ------------------- \| ----------------------------- \| ------------------- \| ------------------- \| \| 1. \| Jon Aberasturi \| Caja Rural-Seguros RGA \| 4h32m00s \| \| \| 2. \| Alex Aranburu \| Caja Rural-Seguros RGA \| + 5s \| \| \| 3. \| Lorrenzo Manzin \| Vital Concept-B&B Hotels \| + 8s \| \| \| 4. \| Enrique Sanz \| Euskadi Basque Country-Murias \| + 10s \| \| \| 5. \| José Joaquín Rojas \| Movistar Team \| + 10s \| \| \| 6. \| Jetse Bol \| Burgos-BH \| + 10s \| \| \| 7. \| Mikel Alonso Flores \| Fundación Euskadi \| + 13s \| \| \| 8. \| Winner Anacona \| Movistar Team \| + 13s \| \| \| 9. \| Delio Fernández \| Delko Marseille Provence \| + 13s \| \| \| 10. \| Cyril Barthe \| Euskadi Basque Country-Murias \| + 13s \| \| |                     |                               |          |
| |                     |                               |          |
| Fonte: ProCyclingStats |                     |                               |          |
| Classificação geral |                     |                               |          |
| Ciclista | Ciclista            | Equipe                        | Tempo    |
| 1. | Jon Aberasturi      | Caja Rural-Seguros RGA        | 4h32m00s |
| 2. | Alex Aranburu       | Caja Rural-Seguros RGA        | + 5s     |
| 3. | Lorrenzo Manzin     | Vital Concept-B&B Hotels      | + 8s     |
| 4. | Enrique Sanz        | Euskadi Basque Country-Murias | + 10s    |
| 5. | José Joaquín Rojas  | Movistar Team                 | + 10s    |
| 6. | Jetse Bol           | Burgos-BH                     | + 10s    |
| 7. | Mikel Alonso Flores | Fundación Euskadi             | + 13s    |
| 8. | Winner Anacona      | Movistar Team                 | + 13s    |
| 9. | Delio Fernández     | Delko Marseille Provence      | + 13s    |
| 10. | Cyril Barthe        | Euskadi Basque Country-Murias | + 13s    |

## UCI World Ranking
O Circuito de Guecho outorgou pontos para o UCI World Ranking para corredores das equipas nas categorias UCI World Team, Profissional Continental e Equipas Continentais.Regulamento UCI a partir de 01.01.2019</ref> A seguinte tabela são o barómetro de pontuação e os 10 corredores que obtiveram mais pontos:
| Posição   | 1.º | 2.º | 3.º | 4.º | 5.º | 6.º | 7.º | 8.º | 9.º | 10.º | 11.º | 12.º | 13.º-15.º | 16.º-25.º |
| Pontuação | 125 | 85  | 70  | 60  | 50  | 40  | 35  | 30  | 25  | 20   | 15   | 10   | 5         | 3         |

| Classificação |                        |                               |        |
| Posição       | Ciclista               | Equipa                        | Pontos |
| ------------- | ---------------------- | ----------------------------- | ------ |
| 1.º           | Jon Aberasturi         | Caja Rural-Seguros RGA        | 125    |
| 2.º           | Alex Aranburu          | Caja Rural-Seguros RGA        | 85     |
| 3.º           | Lorrenzo Manzin        | Vital Concept-B&B Hotels      | 70     |
| 4.º           | Enrique Sanz           | Euskadi Basque Country-Murias | 60     |
| 5.º           | José Joaquín Vermelhas | Movistar                      | 50     |
| 6.º           | Jetse Bol              | Burgos-BH                     | 40     |
| 7.º           | Mikel Alonso           | Fundação Euskadi              | 35     |
| 8.º           | Winner Anacona         | Movistar                      | 30     |
| 9.º           | Delio Fernández        | Delko Marseille Provence      | 25     |
| 10.º          | Cyril Barthe           | Euskadi Basque Country-Murias | 20     |